# Ksenija Pajčin
Ksenija Pajčin (Servisch: Ксенија Пајчин), ook wel Xenia genoemd, (Belgrado, 3 december 1977 - aldaar, 16 maart 2010) was een populaire Servische zangeres, danseres en model. Ze was bekend omwille van haar soms seksueel aantrekkelijke verschijning op het podium.

## Biografie
Haar familie is afkomstig uit Gubin, een dorp in Bosnië en Herzegovina.
In maart 2010 kwam zij op 32-jarige leeftijd op gewelddadige wijze om het leven. Vermoedelijk werd zij vermoord door haar tien jaar jongere vriend en model Filip Kapisoda, die daarna de hand aan zichzelf sloeg.